# The Young Gods
The Young Gods [ðə jʌŋ ɡɒdz] est un groupe suisse de rock électronique, originaire de Genève, puis basé à Fribourg,. Le nom du groupe est « emprunté » à un titre du deuxième EP de la formation new-yorkaise Swans.
Entre 1987 et 2019, le groupe compte notamment 12 albums studio et 5 EP.

## Histoire

### Débuts (1985–1992)
Le groupe est formé au début de l'année 1985 à Genève, et comprend Franz Treichler au chant (principal compositeur et unique membre stable de la formation), Cesare Pizzi au sampler et Frank Bagnoud à la batterie. Leur musique est alors construite à partir d'une multitude de courts emprunts (via le sampler) à « l'histoire de la musique enregistrée » (classique, rock, punk rock, heavy metal, etc.). D'une manière analogue, le nom du groupe est « emprunté » à un titre du deuxième EP de la formation new-yorkaise Swans.
The Young Gods effectuent leur concert inaugural en première partie de Mark Stewart + Maffia (en) au New Morning de Genève, en mai 1985. Un premier single, Envoyé !, est publié l'année suivante par Organik (CH) (un sous-label de RecRec) et Southern Records (R-U), désigné dans la foulée « Single of the Week » (single de la semaine) par l'hebdomadaire anglais Melody Maker. Sur la foi de ce disque et de nombreux concerts en Europe, The Young Gods assoient rapidement leur réputation, suscitant l'engouement du public et l'éloge des critiques pour leur performances intenses et leur approche sonore singulière et novatrice.
1987 voit la sortie de leur album homonyme, sacré disque de l'année par Melody Maker et reconnu aujourd'hui comme l'une des pièces maîtresses du rock électronique des années 1980. Le trio signe peu après avec le label belge Play It Again Sam et publie son deuxième album, L'Eau rouge, en 1989. La sortie de ce dernier disque marque l'arrivée d'Alain Monod au sampler en remplacement de Cesare Pizzi.
The Young Gods traversent l'Atlantique pour leur première tournée aux États-Unis au printemps 1990, avant de se produire en juillet sur la grande scène du Reading Festival en Grande-Bretagne. En 1991, The Young Gods publient un disque hommage au compositeur Kurt Weill et en 1992 sortent leur quatrième album studio, T.V. Sky.

### DeOnly HeavenàSecond Nature(1993–2000)
En 1993, le groupe signe un contrat avec la major américaine Interscope. Franz Treichler passe alors une grande partie de l'année 1994 à New York à composer et enregistrer Only Heaven avec leur producteur de toujours Roli Mosimann. Only Heaven sort en juin 1995 et récolte d'élogieuses critiques. La formation enchaîne avec de nombreuses tournées en Europe, États-Unis, Australie et Russie. Fin 1996, le batteur Üse Hiestand quitte la formation, remplacé par le genevois Bernard Trontin.
De retour à Genève en 1997, The Young Gods décident d'y monter leur propre studio d'enregistrement et sortent le disque ambient Heaven Deconstruction (en), réalisé avec des pistes de Only Heaven. Pour leur opus suivant, Second Nature (2000) (réédité aux États-Unis par Ipecac Recordings en 2003), ils retournent à l'indépendant, après avoir été « remerciés » par Interscope fraîchement racheté par Warner. Cette même année, le groupe se produit en tête d'affiche au Queen Elizabeth Hall de Londres. Second Nature reçoit le « Lapin d'or », prix de la meilleure création musicale Suisse de l'année. Cette période marque également le début d'une diversification des projets pour The Young Gods, au-delà du cadre strictement rock, telle la composition d'une musique de relaxation pour l'Office fédéral de la santé publique dans le cadre de l'Exposition nationale suisse de 2002, ainsi que la conférence sonore Amazonia Ambient Project réalisée avec l'anthropologue Jeremy Narby (de 2004 à 2007).
En 2005, le groupe part en tournée pour célébrer ses vingt ans de carrière, et sort à cette occasion une compilation rétrospective. Commence alors une phase particulièrement dense pendant laquelle The Young Gods, devenu un quartet avec l'arrivée du multi-instrumentiste Vincent Haenni, vont s'activer sur plusieurs projets en parallèle, qu'il s'agisse d'un spectacle musical en hommage à Woodstock (2005), une réinterprétation de son catalogue en version acoustique (l'album Knock on Wood et sa tournée, 2006), un sixième album studio (Super Ready/Fragmenté) ainsi que des collaborations avec Dälek, Koch-Schütz-Studer, Barbouze de chez Fior et le Lausanne Sinfonietta (de 2007 à 2011).

### Derniers albums (depuis 2010)
Un nouvel album studio, Everybody Knows, voit le jour fin 2010. En 2011, la formation compose la musique de court-métrage d'animation Kali le petit vampire, qui recevra plus de vingt prix internationaux.
En 2013, The Young Gods font revenir Cesare Pizzi au sampler en remplacement d'Alain Monod à l'occasion d'une interprétation live de leurs deux premiers disques lors de plusieurs tournées en Suisse, France, au Portugal, en Angleterre, Allemagne, Pologne, Slovaquie, Belgique, République tchèque et Russie. Un remplacement temporaire qui s'avèrera finalement permanent quelques mois plus tard. En 2015, le trio s'attelle à la création d'un nouveau répertoire lors d'une résidence au Cully Jazz Festival.
En mai 2016, The Young Gods part au Brésil pour une collaboration avec le groupe brésilien Nação Zumbi. Après deux concerts (São Paulo et Rio de Janeiro), le groupe brésilien se rend en Suisse pour jouer avec The Young Gods lors du Montreux Jazz Festival en juillet 2016. En septembre 2017, les éditions de La Baconnière publient The Young Gods documents / 1985-2015, un ouvrage rétrospectif de 800 pages retraçant la carrière du groupe à travers des milliers d'archives.
En février 2019, le groupe sort un nouvel album, Data Mirage Tangram, qui est acclamé par la critique. S'ensuivent deux grandes tournées européennes, avec notamment un concert au Hellfest. Le groupe avait prévu en 2020 une tournée aux États-Unis et au Canada, annulée à cause de la pandémie de Covid-19. 

## Influences
Les Young Gods sont reconnus comme l'un des groupes de rock suisses les plus importants des décennies 1980-2000, et dont l'approche musicale a été revendiquée comme inspiration par un vaste panel de musiciens, tels Trent Reznor, David Bowie, The Edge (U2), Tool, Napalm Death, Faith No More, Sepultura, Noir Désir, Devin Townsend, Ministry, etc.

## Membres

### Membres actuels
- Franz Treichler - voix, guitares, sampler (depuis 1985)
- Cesare Pizzi - sampler (1985-1988, depuis 2012)
- Bernard Trontin - batterie, dispositif électronique (depuis 1997)

### Anciens membres
- Alain Monod - sampler, guitares (1989-2012)
- Frank Bagnoud - batterie (1985-1986)
- Urs « Üse » Hiestand - batterie (1986-1996)
- Vincent Hänni - guitare électrique, basse, dispositif électronique (2006-2011)

## Discographie

### Albums studio
- 1987 : The Young Gods (en)
- 1989 : L'Eau rouge
- 1991 : The Young Gods Play Kurt Weill
- 1992 : T.V. Sky
- 1995 : Only Heaven
- 1996 : Heaven Deconstruction (en)
- 2000 : Second Nature
- 2004 : Music for Artificial Clouds (en)
- 2007 : Super Ready/Fragmenté
- 2008 : Knock on Wood - The Acoustic Sessions
- 2010 : Everybody Knows
- 2019 : Data Mirage Tangram
- 2025 : Appear Disappear

### EP
- 1986 : Envoyé!
- 1987 : Did You Miss Me?
- 1990 : Longue Route (Remix)
- 1995 : Kissing the Sun (The Remixes)
- 2002 : Denature.1 Astronomic

### Albums en public
- 1993 : Live Sky Tour
- 2000 : Live Noumatrouff, 1997
- 2020 : Data Mirage Tangram: Live at La Maroquinerie, Paris 2019

### Compilations
- 2005 : XXY

### Collaborations
- 2010 : The Young Gods And Dälek - Griots & Gods - Les Eurockéennes Festival de Belfort, Two Gentlemen Records